# Папський католицький університет Сан-Паулу
Папський католицький університет Сан-Паулу (порт. Pontifícia Universidade Católica de São Paulo, PUC-SP) — приватний неприбутковий університет у місті Сан-Паулу, Бразилія, що керується Римо-католицькою церквою. Це один з найбільших та найпрестижніших університетів країни.